# Rio Água Nova Olinda
O Rio Água Nova Olinda é um curso de água do arquipélago de São Tomé e Príncipe, localizado no distrito de Cantagalo, ilha de São Tomé. Este curso de água corre para Oeste até encontrar o mar na Praia do Almoxarife, já próximo à Praia das Pombas. 